# 野沢町 (福島県)
野沢町（のざわまち）は福島県河沼郡にあった町。現在の西会津町野沢にあたる。本項では町制前の名称である野沢村（のざわむら）についても述べる。

## 地理
- 山：仁王杉山、高陽山、木地夜鷹山、夜鷹山、大倉山、蝉峠山、竜ヶ岳、宮ヶ岳、赤羽根山、台倉山、日向倉山
- 河川：阿賀川、安座川、中野川

## 歴史
- 1889年（明治22年）4月1日 - 町村制の施行により野沢村が単独で自治体を形成。
- 1907年（明治40年）7月1日 - 野沢村が町制施行して野沢町となる。
- 1921年（大正10年）6月1日 - 正中村・芹草越村を編入。
- 1954年（昭和29年）7月1日 - 尾野本村・登世島村・睦合村・下谷村・群岡村・上野尻村・宝坂村および耶麻郡新郷村・奥川村と合併して西会津町が発足。同日野沢町廃止。

## 交通

### 鉄道路線
- 日本国有鉄道
  - 磐越西線
    - 野沢駅

### 道路
- 越後街道（二級国道115号新潟平線、現・国道49号）

現在は旧村域を磐越自動車道の西会津インターチェンジ・西会津パーキングエリアが所在するが、当時は未開通。